# 1893 en Suisse
Chronologie de la Suisse
- 1889
- 1890
- 1891
- 1892
- 1893
- 1894
- 1895
- 1896
- 1897

Chronologie de la Suisse
1892 en Suisse - 1893 en Suisse - 1894 en Suisse

## Gouvernement au1erjanvier 1893
- Conseil fédéral[1]
  - Karl Schenk (PRD) président de la Confédération
  - Emil Frey (PRD), vice-président de la Confédération
  - Joseph Zemp (PDC)
  - Adrien Lachenal (PRD)
  - Adolf Deucher (PRD)
  - Eugène Ruffy (PRD)
  - Walter Hauser (PRD)

## Évènements
- Dimanche 1er janvier :
  - un tarif douanier surélevé est appliqué à 200 articles d’importations français sur décision du Conseil fédéral ; une guerre douanière commence entre la France et la Suisse (1893-1895)[2].
  - en absorbant les communes d’Enge, Wollishofen, Wiedikon, Aussersihl, Wipkingen, Riesbach, Hottingen, Hirslanden, Fluntern, Oberstrass et Unterstrass, Zurich devient la plus grande ville de Suisse. Elle compte désormais 121 057 habitants et s’étend sur 4 499 hectares.
- Lundi 20 février : l’impératrice d’Autriche Sissi arrive à Montreux (VD), où elle séjournera régulièrement jusqu’à sa mort en 1898.
- Jeudi 2 mars : premier numéro du quotidien zurichois Tages-Anzeiger, sous le titre de  Tages-Anzeiger für Stadt und Kanton Zürich".
- Mardi 2 mai : visite de l’empereur Guillaume II d'Allemagne à Lucerne.
- Mercredi 14 juin : inauguration du chemin de fer de la Schynige Platte (BE).
- Samedi 17 juin : inauguration du premier hôtel à Montana (VS).
- Lundi 19 juin : émeutes de la Tour des prisons à Berne. Lors d’une manifestation entre travailleurs autochtones et émigrés italiens, 74 personnes sont emprisonnées.
- Mardi 20 juin : 
  - inauguration du chemin-de-fer Lauterbrunnen-Petite Scheidegg-Grindelwald (BE).
  - une initiative constitutionnelle interdit l'abattage sans étourdissement préalable, ce qui interdit l'abattage rituel juif[3].
- Mercredi 28 juin : ouverture du Bureau fédéral d'hygiène publique, qui deviendra par la suite l'Office fédéral de la santé publique.
- Dimanche 2 juillet : fondation à Lucerne de la Société suisse des fonctionnaires postaux.
- Dimanche 6 août : ouverture à Zurich, du Congrès international ouvrier socialiste.
- Dimanche 20 août : votations fédérales. Le peuple approuve, par 191 527 oui (60,1 %) contre 127 101 non (39,9 %), l’Initiative populaire « Interdiction d'abattre le bétail de boucherie sans l'avoir préalablement étourdi ».
- Mercredi 23 août : mise en service du funiculaire du Stanserhorn.
- Mardi 12 septembre : ouverture à Lausanne du Congrès international contre la littérature immorale.
- Vendredi 22 septembre : ouverture de la Ve Exposition suisse d'agriculture à Berne.
- Samedi 23 septembre : premier numéro de Vorwärts, organe du Parti socialiste suisse.
- Dimanche 15 octobre : inauguration de l’École hôtelière de Lausanne à Ouchy.
- Dimanche 29 octobre : élections au Conseil national. Les radicaux obtiennent 74 des 147 sièges attribués au système majoritaire. Les conservateurs catholiques enlèvent 29 sièges, les centristes libéraux 27, les démocrates 16 et les socialistes 1.
- Vendredi 17 novembre : mise en service du Chemin de fer Yverdon-Sainte-Croix.
- Jeudi 14 décembre : élection d’Eugène Ruffy (PRD, VD) au Conseil fédéral.
- Vendredi 22 décembre : ouverture à Genève, du IIe Congrès international des étudiants socialistes.

## Décès
- 27 janvier : Louis Favrat, botaniste et défenseur du patois vaudois, à Lausanne, à l’âge de 65 ans.
- 2 mars : Alfred Kern, cofondateur de l’entreprise Sandoz, à Bâle, à l’âge de 42 ans.
- 4 avril : Alphonse Pyrame de Candolle, à Genève, à l’âge de 86 ans.
- 3 mai : Matthias Hipp, promoteur du réseau télégraphique fédéral, à Zurich, à l’âge de 79 ans.
- 30 juin : Jean-Daniel Colladon, physicien, à Genève, à l’âge de 90 ans.
- 6 août : Jean-Jacques Challet-Venel ancien conseiller fédéral (PRD, GE), à Genève, à l’âge de 82 ans.
- 14 septembre : Louis Ruchonnet, conseiller fédéral (PRD, VD), à (BE), à l’âge de 59 ans.
- 11 octobre : Barthélemy Menn, peintre, à Genève, à l’âge de 78 ans.
- 30 octobre : Karl Bodmer, peintre, à Paris, à l’âge de 84 ans.
- 23 novembre : Constant Bodenheimer, journaliste, à Strasbourg, à l’âge de 57 ans.
- 6 décembre : Johann Rudolf Wolf, astronome, directeur de l'Observatoire fédéral, à Berne, à l'âge de 77 ans.